# أندرو توماس (ملحن)
أندرو توماس (بالإنجليزية: Andrew Thomas)‏ هو موزع وملحن وعازف بيانو أمريكي، ولد في 8 أكتوبر 1939 في إثاكا في الولايات المتحدة.

## وصلات خارجية
- أندرو توماس على موقع ميوزك برينز (الإنجليزية)